# سیارک ۲۲۱۴۸
سیارک ۲۲۱۴۸ (به انگلیسی: 22148 Francislee، نامگذاری:2000WH46) بیست و دو هزار و صد و چهل و هشتمین سیارک کشف شده‌است که در ۲۱ نوامبر ۲۰۰۰ کشف شد.
قدر مطلق سیارک برابر ۱۲.۳ است.